# Cale Yarborough
William Caleb Yarborough, más conocido como Cale Yarborough (Timmonsville, Carolina del Sur; 27 de marzo de 1939-31 de diciembre de 2023) fue un piloto de automovilismo de velocidad estadounidense. Fue uno de los pilotos más exitosos de la Copa NASCAR de su época. Obtuvo tres campeonatos en 1976, 1977 y 1978, y tres subcampeonatos en 1973, 1974 y 1980. Asimismo, logró 55 victorias en 237 carreras disputadas entre 1973 y 1980, habiéndose ausentado en apenas tres.
En sus tres décadas de competición, Yarborough acumuló 83 triunfos, 255 top 5 y 69 pole positions en 560 carreras disputadas. Entre ellas, se destacan cuatro victorias en las 500 Millas de Daytona y cinco en las 500 Millas Sureñas de Darlington, que se disputaba cerca de su pueblo natal. También fue el primer piloto en clasificar a las 500 Millas de Daytona girando a un promedio de velocidad de más de 200 millas por hora (320 km/h).

## NASCAR
Yarborough disputó su primera carrera de la Copa NASCAR en 1957, más precisamente las 500 Millas Sureñas con un Pontiac del equipo de Bob Weatherly. En 1958 no participó en ninguna prueba del certamen. Los tres siguientes años, corrió una carrera por vez.
Entre 1962 y 1970, compitió con mayor regularidad. Inicialmente participaba por lo general con modelos de Ford. Su primera victoria la logró en 1965. Ese año corrió 45 de las 55 pruebas válidas, logrando 13 top 5 y finalizando décimo en el campeonato. En 1967 ganó dos carreras con un Ford de los hermanos Wood.
Yarborough dejó los Ford por los Mercury en 1968. En 21 carreras disputadas para los hermanos Wood, obtuvo seis triunfos (incluyendo las 500 Millas de Daytona, las 400 Millas Firecracker y las 500 Millas Sureñas) y 12 top 5. En 1969 venció en dos pruebas y llegó entre los primeros cinco en siete oportunidades. En 1970 logró tres victorias y 11 top 5. Sin embargo, los mejores pilotos disputaban más de 40 carreras por año, y Yarborough no superaba las 25, por lo que quedaba fuera de los primeros diez en el clasificador final.
El grupo Ford dejó de apoyar económicamente a los pilotos de la Copa NASCAR para la temporada 1971. Por ello, corrió apenas nueve carreras entre las temporadas 1971 y 1972.
La era moderna de la Copa NASCAR comenzó en 1973, con un calendario reducido a 28 carreras, sin óvalos de tierra ni inferiores a media milla de longitud, ni carreras de menos de 250 millas de duración. De esa manera, los pilotos podían disputar todas las fechas sin problemas, y así hizo Yarborough. Al volante de un Chevrolet del equipo de Richard Howard, obtuvo cuatro victorias y 16 top 5 que le permitieron obtener el subcampeonato, pocos puntos por detrás de Benny Parsons.
A mitad de la temporada 1974, Junior Johnson compró el equipo de Richard Howard. Yarborough obtuvo 10 victorias y 21 arribos entre los primeros cinco, pero Richard Petty con su Dodge obtuvo mejores resultados y lo relegó nuevamente al subcampeonato. El piloto ganó tres carreras en 1975 y llegó entre los primeros cinco en 13 ocasiones, de modo que finalizó el campeonato en el noveno lugar.
Yarborough consiguió su primer campeonato en 1976, al ganar nueve carreras y obtener 22 top 5, superando superar el puntaje de Petty, Pearsons y Bobby Allison. El piloto repitió corona en los dos años siguientes con resultados similarmente impactantes: nueve victorias y 25 top 5 en 1977, y diez victorias y 23 top 5 en 1978.
En 1978, Yarborough disputó todas las carreras con Oldsmobile, siempre dentro del equipo de Junior Johnson. En 1979 y 1980, alternó entre modelos de Chevrolet y Oldsmobile. Ganó cuatro carreras y terminó entre los primeros cinco en 19 de las 31 pruebas de 1979, pero no le bastó y finalizó cuarto en el campeonato detrás de Petty, Darrell Waltrip y Allison. Al año siguiente, cosechó seis triunfos, 19 top 5 y 14 pole positions en 31 carreras. Por ello, obtuvo su tercer subcampeonato en la Copa NASCAR, esta vez ante Dale Earnhardt, quien disputaba su segunda temporada como titular.
Desde 1981 hasta 1988, Yarborough compitió de manera parcial en la Copa NASCAR, al participar en 10 a 18 carreras por año, de manera que nunca finalizó entre los primeros 20 en el clasificador final. En 1981 y 1982, corrió con un Buick de M.C. Anderson, logrando cinco victorias en total. En 1983 y 1984, compitió para Harry Ranier al volante de un Chevrolet, ganando siete carreras. En 1985 y 1986, Yarborough permaneció en el equipo pero ahora nuevamente como piloto de Ford, obteniendo dos victorias.
Yarborough compró el equipo de Jack Beebe en 1987, y corrió para sí mismo con un Oldsmobile en sus dos últimas temporadas como piloto. No ganó ninguna carrera. El equipo continuó activo en la Copa NASCAR hasta 1999; obtuvo una única victoria en 1997 por parte de John Andretti, y nunca finalizó entre los primeros 20.

## USAC, IROC y resistencia
Yarborough disputó cuatro veces las 500 Millas de Indianápolis. En 1966, largó 24º y se vio involucrado en un choque múltiple en la primera vuelta. En 1967 volvió a chocar, esta vez con 176 vueltas cumplidas. En 1971 clasificó 14º pero debió retirarse por una rotura mecánica. En 1972, largó penúltimo y cruzó la meta en décimo lugar, a siete vueltas del ganador.
El piloto disputó diez de las doce carreras del Campeonato Nacional del USAC de 1971, con un Mongoose Ford del equipo de Gene White. Finalizó quinto en dos oportunidades y octavo en tres.
Yarborough también disputó 27 carreras de la International Race of Champions entre 1975 y 1986, ganando cinco de ellas. Fue campeón del certamen en 1984, subcampeón en 1977, tercero en 1975, 1979 y 1986, y cuarto en 1978.
En 1981, Yarborough disputó las 24 Horas de Le Mans con un Chevrolet Camaro de la clase IMSA GTO, acompañado de Billy Hagan y Bill Cooper. En la vuelta 13, Yarborough chocó cuando fallaron sus frenos y debió abandonar.

## Fuera de las pistas
Yarborough estuvo en el grupo de pilotos de la NASCAR que apareció en Stroker Ace, una película de 1983 sobre la categoría, y en dos capítulos de la serie de televisión Los Dukes de Hazzard, en ambos casos actuando de sí mismo.
El piloto fue el primero de la NASCAR en salir en la portada de la revista deportiva Sports Illustrated.